# 斯里蘭卡童軍總會
斯里蘭卡童軍總會是於1912年成立的斯里蘭卡童軍組織，1953年成為世界童軍運動組織成員。1957年通過第13號法案，成立錫蘭童軍理事會（Ceylon Scout Council）監理童軍總會，後來改名為斯里蘭卡童軍理事會（Sri Lanka Scout Council）。2014年止，斯里蘭卡童軍總會擁有33,709名會員。

## 歷史
斯里蘭卡的童軍運動起源於1912年的馬特萊，當時稱為錫蘭童軍（Boy Scouts of Ceylon），由英國籍土木工程師F·G·史蒂芬（F. G. Stevens）成立當地第一個童軍團，並擔任第一屆錫蘭童軍總監；1930年，J·H·德·薩然（J. H. De Saram）成為第一位斯里蘭卡本土籍童軍總監。1921年與1934年，童軍運動創始人羅伯特·貝登堡與夫人奧莉芙訪問斯里蘭卡。
起先，斯里蘭卡童軍總會僅限於男性童軍加入，但在2009年1月23日，幼女童軍引入，打破了單一性別的限制。

## 特殊童軍團

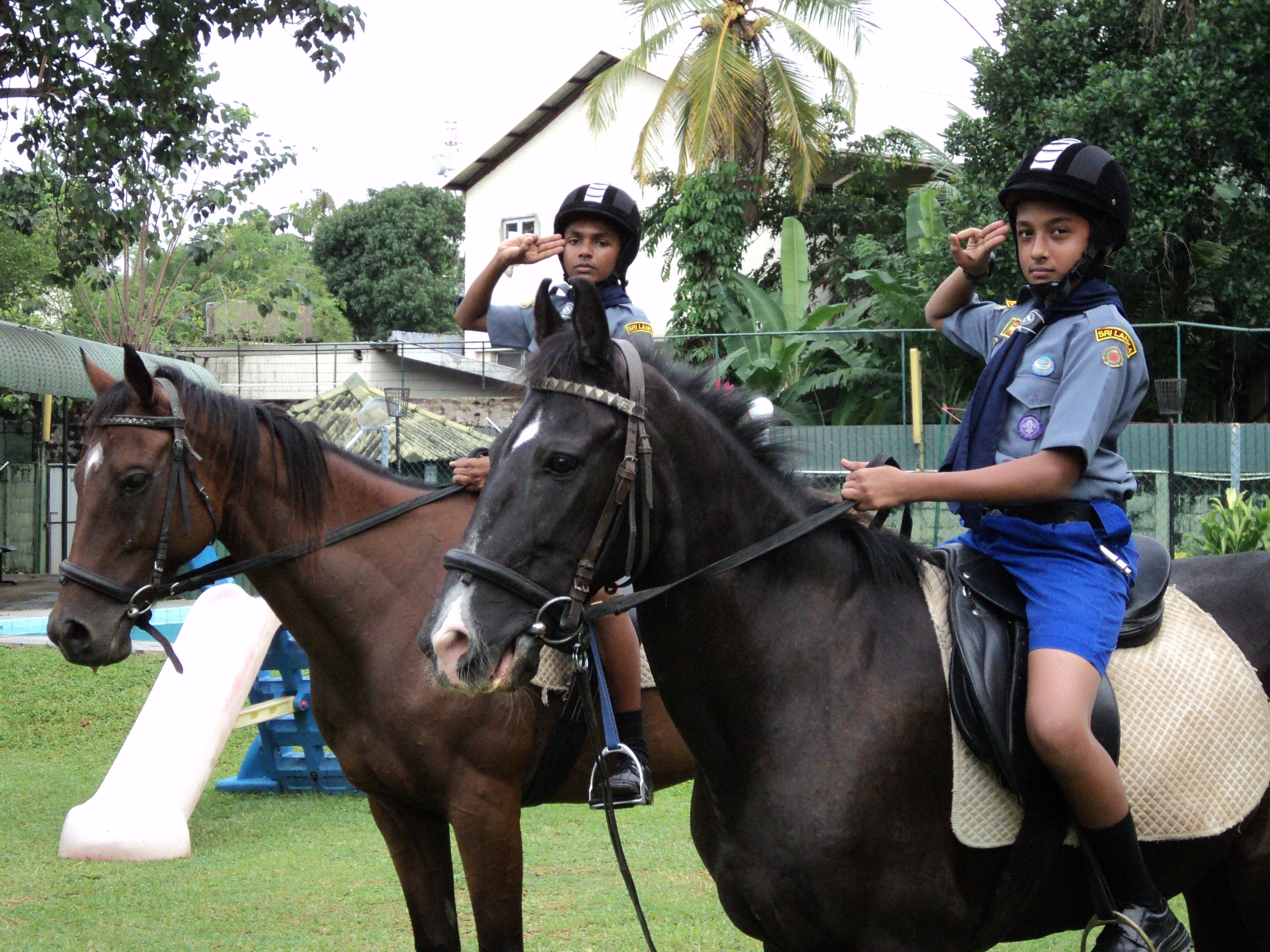
斯里蘭卡的騎兵童軍

目前斯里蘭卡童軍總會擁有海童軍與空童軍，而且也成立了世界童軍運動組織亞太區首個騎兵童軍。即使馬術技能已經成為該國主流童軍專科技能章之一，但由於斯里蘭卡缺乏馬術設備，因此該專科訓練在最近十年間被擱置。